# Butylmonoethanolamin
Butylmonoethanolamin ist eine chemische Verbindung aus der Stoffgruppe der Aminoalkohole mit einer sekundären Aminogruppe.

## Gewinnung und Darstellung
Butylmonoethanolamin kann durch Umsetzung von Butanal mit Ethanolamin und anschließender katalytischer Hydrierung gewonnen werden.

## Eigenschaften
Butylmonoethanolamin ist eine brennbare, schwer entzündbare, farblose bis gelbliche Flüssigkeit mit aminartigem Geruch, die leicht löslich in Wasser ist.

## Verwendung
Butylmonoethanolamin wird als Zwischenprodukt zur Herstellung anderer Chemikalien (wie zum Beispiel N-Butyl-N-(2-nitroxyethyl)nitramin) verwendet. Es wird auch als neutralisierendes sekundäres Aminadditiv für Beschichtungen mit ausgezeichnetem Puffervermögen verwendet. Es verbessert die Leistung von Lacken durch verbesserte Pigmentdispersionseigenschaften und hat zudem einen sehr geringen Geruch.

## Sicherheitshinweise
Die Dämpfe von Butylmonoethanolamin können mit Luft ein explosionsfähiges Gemisch (Flammpunkt 77 °C, Zündtemperatur 265 °C) bilden.